# برايان تايلور (لاعب كريكت)
برايان تايلور (19 يونيو 1932 في المملكة المتحدة - 12 يونيو 2017) (بالإنجليزية: Brian Taylor)‏ هو لاعب كريكت بريطاني. لعب مع نادي مقاطعة ساسكس للكريكت ‏.

## وصلات خارجية
- برايان تايلور على موقع إي آس بي آن كريك إنفو (الإنجليزية)